# .bh
.bhは国別コードトップレベルドメイン（ccTLD）の一つで、バーレーンに割り当てられている。このドメインはBATELCOによって管理されている。